# Ottershaw
Ottershaw – wieś w Anglii, w hrabstwie Surrey, w dystrykcie Runnymede. Leży 33 km na południowy zachód od centrum Londynu. Miejscowość liczy 3687 mieszkańców.